# Starokatolická delegatura Utrechtské unie na Slovensku
Starokatolická delegatura Utrechtské unie na Slovensku nebo též Starokatolíci v Bratislavě a Starokatolíci v Trnavě je státem neregistrovaná křesťanská církev působící na Slovensku.
Netvoří jeden celek se Starokatolickou církví na Slovensku, která od roku 2004 není členem Utrechtské unie starokatolických církví.

## Historie
Starokatolická církev na Slovensku v roce 2004 opustila Utrechtskou unii starokatolických církví kvůli nesouhlasu se svěcením žen a žehnání stejnopohlavním partnerstvím. Od roku 2004 tedy na Slovensku nepůsobila žádná církev s členstvím v Utrechtské unii. To se změnilo v březnu 2016, kdy pod názvem Starokatolíci v Bratislavě zde začala působit česká starokatolická církev. V roce 2020 došlo k transformaci a k ustavení samostatné delegatury Utrechtské unie na Slovensku. Krátké dějiny vztahu starokatolíků na Slovensku se státem shrnuje článek kněze a předsedy Martina Kováče v časopise Axis Mundi.
Společenství delegatury deklaruje snahu o moderní, otevřené, lidské a ekumenické ztvárnění katolického křesťanství ve 21. století. Otevřeně se staví k otázce partnerství osob stejného pohlaví. V oblasti ekumeny často spolupracují s Církevním sborem slovenské ECAV Bratislava-Staré Město.
Působí v Bratislavě a Trnavě. V Bratislavě se bohoslužby nejprve, od 6. března 2016, konaly v pronajatých prostorech Evangelické bohoslovecké fakulty Univerzity Komenského v Bratislavě. Později se konaly v aule Vysoké školy sv. Alžběty v Bratislavě.[zdroj?] V současnosti se slouží v kapli svatého Ladislava, v Primaciálním paláci. V Trnavě se konají v kapli Pánova vzkříšení na evangelickém hřbitově. Jediným knězem je Martin Kováč. V listopadu 2023 se začalo připravovat nové společenství v Žilině, jehož administrátorem bude Kamil František Kozelský, spravující farnost v Ostravě.